# TETT
TETT (Természet, Ember, Tudomány, Technika) címen A Hét című romániai magyar hetilap adta ki 1977 és 1991 között (az 1990-es év kihagyásával) negyedévenként természettudományos ismeretterjesztő tartalommal füzetes formában. Összesen 55 füzet jelent meg.

## Története
A TETT jelentős kiadvány volt, hiszen abban az időszakban magyar nyelven a szépirodalmon kívül a tiltott és tűrt kategóriába tartozott a többi magyar nyelvű tudományterület. Főszerkesztőként A Hét mindenkori főszerkesztője (Huszár Sándor, majd az 1983/4. számtól 1989-ig Lázár Edit, 1989 után Gálfalvi Zsolt) neve szerepel, az egyes számokat azonban Ágoston Hugó és munkatársai (Baróti Judit és Rostás Zoltán, 1989 után Biró A. Zoltán és Balla Katalin) szerkesztették.
Minden szám egy-egy adott tematika szerint csoportosított írásokat foglalt egybe, s ez a tematika az egyes számok alcímében is megjelent.
Az 1989-ig megjelent számok: 

1) Ember és egészség, 

2) Ember és természet, 

3) Ember és kozmosz, 

4) Ember és technika, 

5) Lélek és tudomány, 

6) Sport és tudomány, 

7) Időjárás és tudomány, 

8) Jövő és tudomány, 

9) Életünk és a táplálkozás,
 
10) Az autó, 

11) Mindennapi közlésvilágunk,
 
12) Változó életünk, 

13–14) A történelem futószalagján, 

15) A család, 

16) Egyén a közösségben, 

17) Atomkor,
 
18) A lakás, 

19) Guruló világ, 

20) Háztájtól égtájig, 

21) Tudomány – áltudomány, 

22) Szemben önmagunkkal, 

23) A beszélő ember, 

24) A nő, 

25–26) (hibás számozással: 24–25) Játékaink,
 
27) Civilizáció és egészség, 

28) Díjazott tudomány, 

29) Háború vagy béke, 

30–31) Öltözködés és tudomány,
 
32) Komputerkorszak, 

33) A szabályozó ember, 

34) A kísérletező ember, 

35) A védekező ember, 

36) A szervező ember, 

37) Érzékszerveink világa, 

38) Képvilág, 

39) Hangvilág, 

40) Gondolatvilág, 

41) Az erdő, 

42) A település életvilága,
 
43) A biológia forradalma, 

44) Repülés, 

45) Tárgyaink, 

46) Az alkotó ember, 

47) Testünk kultúrája, 

48) Embertől emberig (antropológia),
 
49) A tanulás, 

50) Az új tudomány, 

51) Munkakörnyezetünk, 

52) Viselkedés.
1990 utáni számok: 

53–54) Kultúrák találkozása,
 
55) Informatika több szemszögből.

A tematikus összeállítás módot adott a szerkesztőknek arra, hogy a saját szakterületükön magyar nyelvű közlésre lehetőséget nem találó reál- és műszaki értelmiség számára fórumot teremtsen, ugyanakkor fordításban behozza az olvasók eléggé széles táborának ismeretkörébe a téma kiemelkedő nyugati szerzőinek írásait. Amellett a meghatározott tematikák bizonyos függetlenséget biztosítottak a napi politikától, a sajtóban egyre jobban elhatalmasodó propagandától. Ebből adódott népszerűsége mind a szerzők, mind az olvasók körében.

## Ismertebb szerzői
- Ander Zoltán orvosi szakíró
- Diénes Sándor orvosi szakíró
- Birek László orvosi szakíró, zenekritikus
- Heinrich László kísérleti fizikus
- Inczefi Lajos vegyészmérnök, természettudományi szakíró
- Katona László fizikus
- Kasza László orvosi szakíró (fertőző betegségek)
- Kerek Ferenc kémiai szakíró
- Klepp Ferenc matematikus
- Kolozsváry Zoltán gépészmérnök
- Konecsny Károly József hidrológus
- Kósa-Szánthó Vilma szociológus, néprajzkutató
- Kovács J. Attila biológiai kutató
- Krausz László tervezőmérnök
- Kusztos Sz. Endre biológus, természettudományi szakíró
- Lőwy Károly gyermekgyógyász főorvos, orvosi szakíró
- Mihálka György
- Mócsy Ildikó fizikus
- Módy Jenő
- Molnár Erzsébet
- Monoki István
- Mózes Magda
- Murvai Olga
- Németh János biológus, etológus
- Niman Tibor pszichológus
- Nüszl László bőr- és nemi beteg gyógyász
- Semlyén István közíró, esszéista, műfordító
- Sisak Ernő elektromérnök, műszaki író
- Stibli Mária építész, építészeti szakíró
- Stössel István orvos, orvosi szakíró
- Szabó Bálint néprajzkutató, helytörténész
- Szabó Zsigmond biológus, biológiai szakíró
- Szakács Sándor geológus, geológiai szakíró
- Toszó Árpád mérnök, üzemszervező
- Udvardy László mérnök
- Uray Zoltán sugárbiológus
- Veres József geológus
- Veress Albert ideggyógyász
- Vetési László református lelkész, szociográfus
- Vöő Gabriella néprajzkutató